# Calystegia stebbinsii
Calystegia stebbinsii är en vindeväxtart som beskrevs av Richard Kenneth Brummitt. Calystegia stebbinsii ingår i släktet snårvindor, och familjen vindeväxter. Inga underarter finns listade i Catalogue of Life.

## Bildgalleri

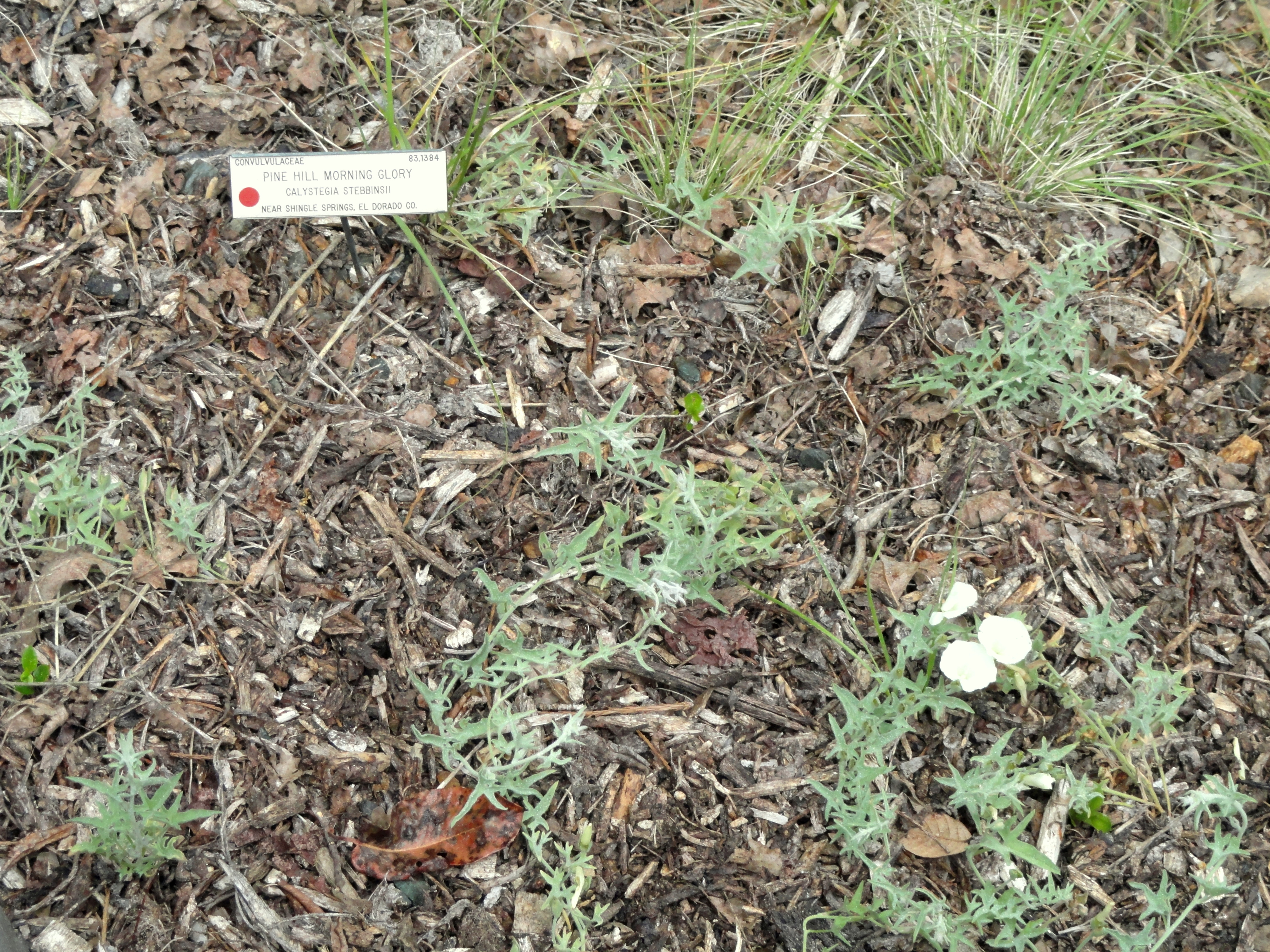
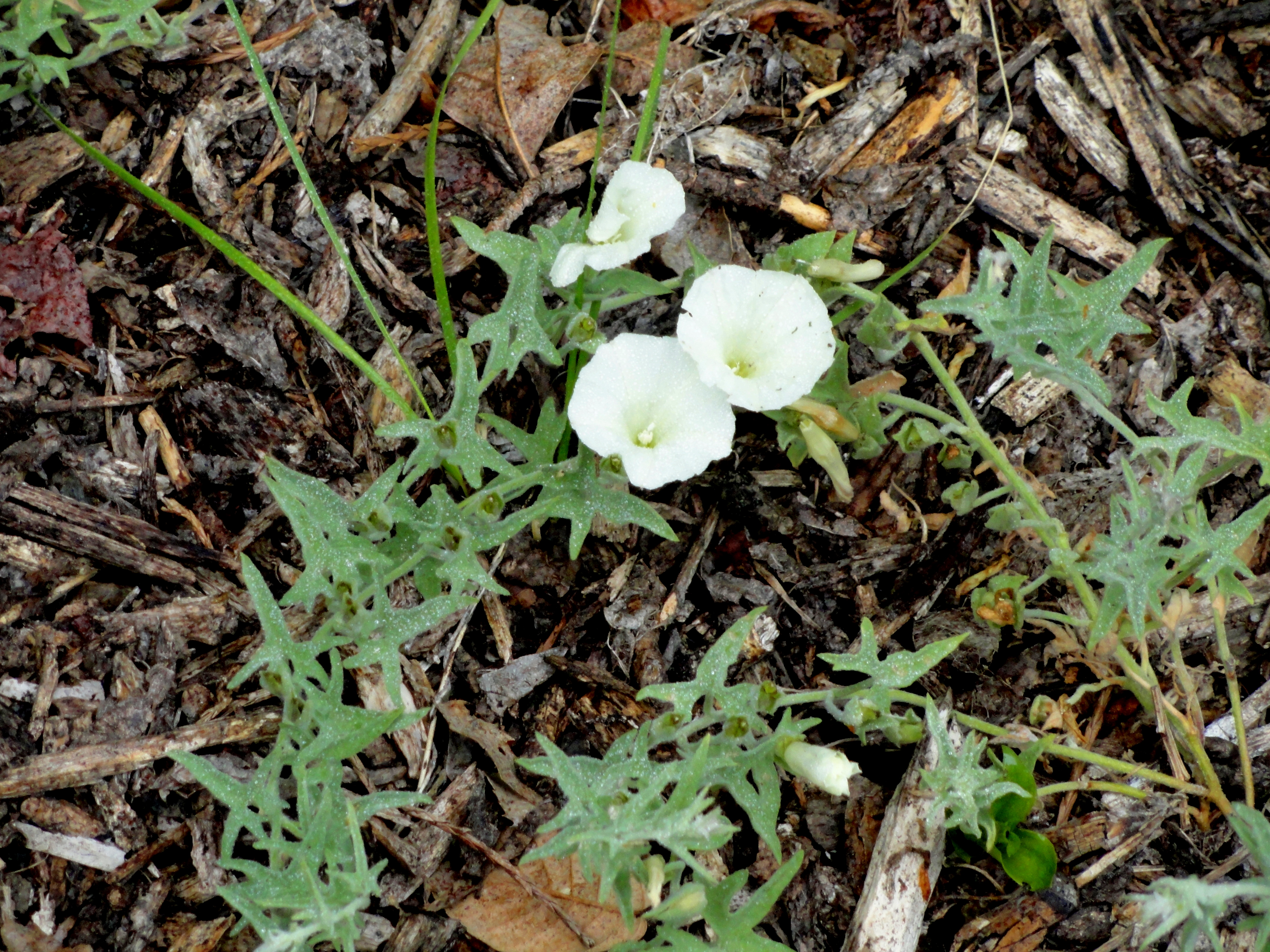
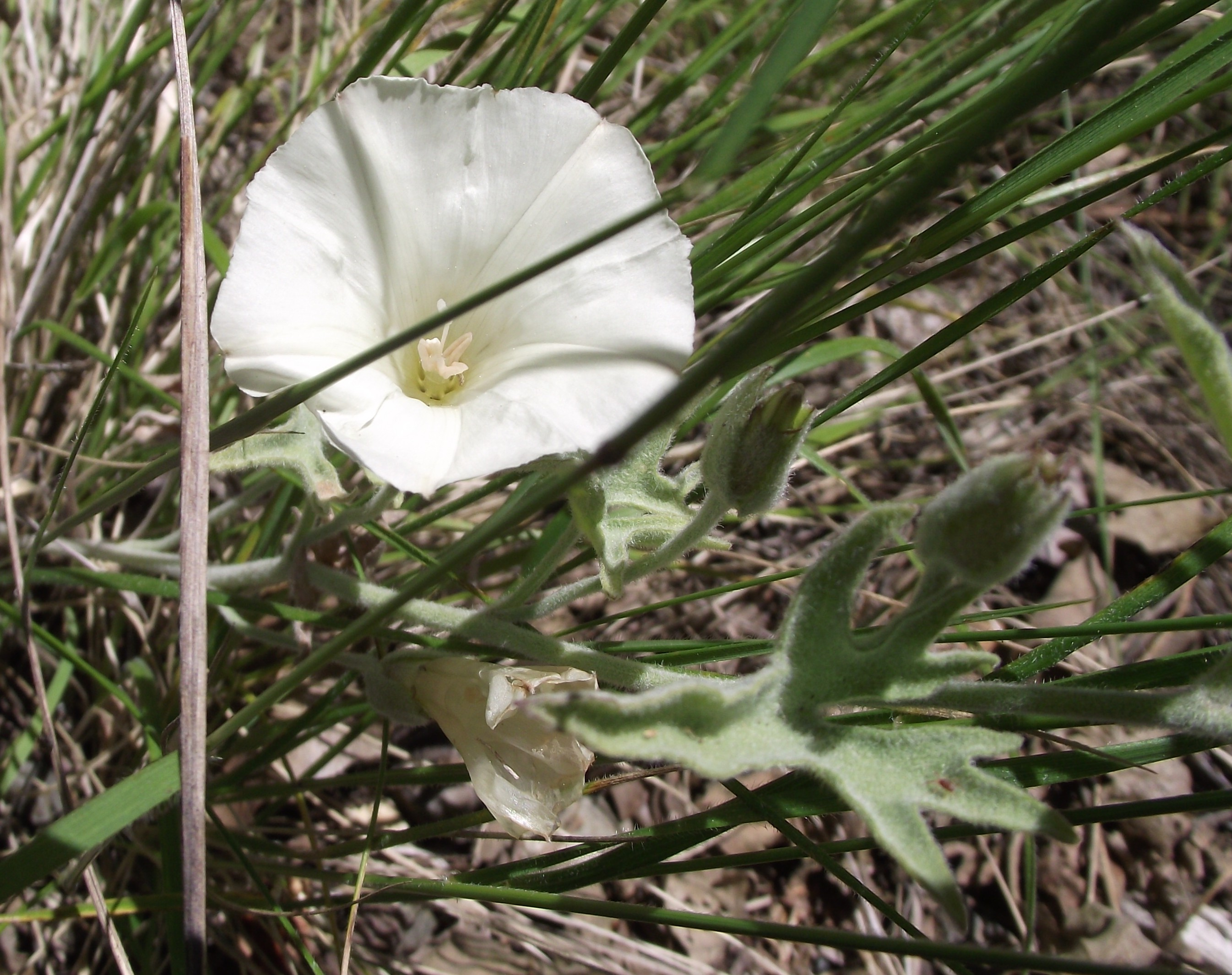